# Кяйт, Маттиас
Маттиас Кяйт (эст. Mattias Käit; 29 июня 1998, Таллин) — эстонский футболист, полузащитник швейцарского клуба «Тун» и сборной Эстонии.

## Карьера

### Клубная
Свою карьеру игрока Маттиас Кяйт начал в футбольном клубе «Коткас Юниор», а с 2009 по 2015 год играл за команды разных возрастов таллинского клуба «Левадия».В июле 2015 года подписал контракт с английским клубом «Фулхэм», в котором играет за молодёжный состав. В 2017 году продлил контракт ещё на два года. В январе 2018 года был отдан в аренду шотландскому клубу «Росс Каунти» сроком до 31 мая этого же года.
17 июня 2019 года стало известно, что Кяйт перешёл в словенский клуб «Домжале».

### В сборной
Первую игру за сборную Эстонии провел 6 января 2016 года против сборной Швеции, тогда товарищеская встреча сборных закончилась ничьей 1:1.

## Личная жизнь
У него есть младший брат, Кристофер, который тоже футболист.

## Достижения

### В сборной
- Обладатель Кубка Балтии: 2020

### Личные
- Лучший молодой футболист Эстонии (2): 2016[11][12], 2017[13][14]
- Обладатель приза ЭФС «Серебряный мяч» (2): 2017[15][16], 2021[17]

## Статистика выступлений

### Клубная
| Клуб                 | Сезон        | Чемпионат                     | Чемпионат | Чемпионат | Кубок | Кубок | Еврокубки | Еврокубки | Другое | Другое | Итого | Итого |
| Клуб                 | Сезон        | Дивизия                       | Игры      | Голы      | Игры  | Голы  | Игры      | Голы      | Игры   | Голы   | Игры  | Голы  |
| -------------------- | ------------ | ----------------------------- | --------- | --------- | ----- | ----- | --------- | --------- | ------ | ------ | ----- | ----- |
| Фулхэм U21           | 2017-18      | —                             | —         | —         | —     | —     | —         | —         | 3      | 0      | 3     | 0     |
| Росс Каунти (аренда) | 2017-18      | Шотландский Чемпионшип        | 6         | 0         | 0     | 0     | —         | —         | —      | —      | 6     | 0     |
| Домжале              | 2019-20      | Чемпионат Словении по футболу | 3         | 0         | 0     | 0     | 4         | 0         | —      | —      | 7     | 0     |
| Итог карьеры         | Итог карьеры | Итог карьеры                  | 9         | 0         | 0     | 0     | 4         | 0         | 3      | 0      | 16    | 0     |

1. ↑  выступление в Трофей Английской футбольной лиги
2. ↑  выступление в Лига Европы УЕФА

### Статистика в сборной
| Сборная         | Сезон | Матчи | Голы |
| --------------- | ----- | ----- | ---- |
| Сборная Эстонии |       |       |      |
| 2016            | 2     | 2     |      |
| 2017            | 10    | 2     |      |
| 2018            | 4     | 1     |      |
| 2019            | 6     | 0     |      |
| Итого           | Итого | 22    | 5    |

| Голы Маттиаса Кяйта за сборную Эстонии | Голы Маттиаса Кяйта за сборную Эстонии | Голы Маттиаса Кяйта за сборную Эстонии | Голы Маттиаса Кяйта за сборную Эстонии | Голы Маттиаса Кяйта за сборную Эстонии | Голы Маттиаса Кяйта за сборную Эстонии |
| -------------------------------------- | -------------------------------------- | -------------------------------------- | -------------------------------------- | -------------------------------------- | -------------------------------------- |
| №                                      | Дата                                   | Соперник                               | Счёт                                   | Голы Кяйта                             | Соревнование                           |
| 1/2                                    | 7 октября 2016                         | Гибралтар                              | 4:0                                    | 2                                      | ЧМ-2018                                |
| 3                                      | 3 сентября 2017                        | Кипр                                   | 1:0                                    | 1                                      | ЧМ-2018                                |
| 4                                      | 7 октября 2017                         | Гибралтар                              | 6:0                                    | 1                                      | ЧМ-2018                                |
| 5                                      | 30 мая 2018                            | Литва                                  | 2:0                                    | 1                                      | Кубок Балтии 2018                      |